# Scotopteryx mensurata
Scotopteryx mensurata là một loài bướm đêm trong họ Geometridae.